# غلين ديفيس (سياسي)
غلين ديفيس (بالإنجليزية: Glenn Davis)‏ هو سياسي أمريكي، ولد في 19 أكتوبر 1973 في نورفولك في الولايات المتحدة. حزبياً، نشط في الحزب الجمهوري.